# Woodbury, Tennessee
Woodbury är administrativ huvudort i Cannon County i Tennessee. Orten har fått sitt namn efter politikern Levi Woodbury. Vid 2020 års folkräkning hade Woodbury 2 703invånare.

## Kända personer från Woodbury
- Frederick G. Barry, politiker